# Nayef ibn 'Abd Allah
Nayef ibn ʿAbd Allāh, (in arabo حسين بن عبد الله‎?) (Amman, 14 novembre 1914 – Amman, 12 ottobre 1982), è stato un principe e militare giordano secondogenito di re Abd Allāh I e di Suzdil Khanum.
Fu reggente per il fratellastro Talal, re di Giordania ma ammalato di schizofrenia, dalla sua ascesa al trono il 20 luglio fino al 6 settembre 1951. In questa data Talal fu ritenuto idoneo ad assumere il potere sovrano.

## Biografia

### Infanzia
Nacque il 14 novembre 1914 ad Amman da Abd Allāh, futuro re di Giordania, e da Suzdil Khanum.

### Carriera militare
Intraprese la carriera militare, divenendo colonnello della Reale Forza Terrestre Giordana. 

### Matrimonio
Il principe Nayef sposò al Cairo o in Amman il 7 ottobre 1940 la principessa Mihrimah Sultan (11 novembre 1922 – marzo 2000), figlia del principe ottomano Şehzade Mehmed Ziyaeddin (1873–1938), primogenito del sultano Mehmed V, e della sua quinta consorte, Neşemend Hanım (1905–1934).

### Reggenza
Assunse la reggenza in nome del fratellastro Talal, re di Giordania, il quale era ammalato di schizofrenia, dalla sua ascesa al trono il 20 luglio fino al 6 settembre 1951. In questa data Talal fu ritenuto idoneo ad assumere il potere sovrano.

### Morte
Il principe Nayef morì ad Amman il 12 ottobre 1982.

## Discendenza
Nayef di Giordania e Mihrimah Sultan ebbero due figli:
- Principe Sultanzade Ali bin Nâyef (n. 10 agosto 1941). Ha sposato Wijdan Muhana (n. 1939, Baghdad ) l'11 aprile 1966. Hanno tre figlie e un figlio:
  - Principessa Naafa bin Ali (n. 27 dicembre 1966)
  - Principessa Rajwa bin Ali (n. 29 giugno 1968)
  - Principessa Basma Fatima bin Ali (n. 24 marzo 1970)
  - Principe Mohammed Abbas bin Ali (n. 17 febbraio 1973)
- Principe Sultanzade Abubakr Asem bin Nâyef (n. 27 aprile 1948). Si è sposato due volte:
  - Nel 1974 al 1985 con Firouzeh Vokhshuri. Hanno tre figlie:
    - Principessa Yasmin bin Asem (n. 30 giugno 1975), sposata dal 2 settembre 2005 con Basel Yaghnam.
    - Principessa Sara bin Asem (nata il 12 agosto 1978), sposata il 26 giugno 2008 con Alejandro Garrido. Hanno un figlio e una figlia:
      - Talal Alejandro Garrido (n. dicembre 2008, Spagna)
      - Lola Alejandra Garrido (n. dicembre 2010, Spagna).

    - Principessa Noor bin Asem (n. 6 ottobre 1982), Sposata due volte: 
      - Dal 29 agosto 2003 al 9 settembre 2009 con il principe Hamzah bin Hussein. Hanno una figlia:
        - Principessa Haya bint Hamzah (n. 18 aprile 2007)

      - Dal 22 giugno 2018 con Amr Zedan. Hanno due figli:
        - Talal bin Amr (n. 27 marzo 2019)
        - Abdüllah bin Amr (n. 20 dicembre 2020)

  - Dal 6 gennaio 1986 con Sana Kalimat. Hanno due figlie e un figlio:
    - Principessa Salha bin Asem (n. 14 giugno 1987), sposata dal 4 aprile 2011 con Mohammad Hashim Haj-Hassan. Hanno una figlia e due figli:
      - Aisha bin Haj-Hassan (n. 27 maggio 2013)
      - Hashim bin Haj-Hassan (n. 1 dicembre 2015)
      - Abdullah bin Haj-Hassan (n. 3 settembre 2018)

    - Principessa Nejla bin Asem (n. 9 maggio 1988), sposata dal 23 ottobre 2014 con Nasser Osama Talhouni. Hanno due figli.
    - Principe Nâyef bin Asem (n. 22 gennaio 1998), sposato dal 13 aprile 2021 con Sharifa Farah Alluhaymaq.